# وليم توماس كويك
وليم توماس كويك (بالإنجليزية: William Thomas Quick)‏ (1 مايو 1946، مونسي في الولايات المتحدة)؛ روائي أمريكي.